# Plan, Isère
Plan är en kommun i departementet Isère i regionen Auvergne-Rhône-Alpes i sydöstra Frankrike. Kommunen ligger i kantonen Saint-Étienne-de-Saint-Geoirs som tillhör arrondissementet Grenoble. År 2022 hade Plan 296 invånare.

## Befolkningsutveckling
Antalet invånare i kommunen Plan
Referens:INSEE